# Miafysitism
Miafysitism (av grekiska μία, mia, "en", "enhet", och φύσις, physis, "natur") är en kristologisk riktning som hävdar att Jesus Kristus är både fullt gudomlig och fullt mänsklig och att dessa två naturer är förenade i en "natur" (en person = Kristus). De två är förenade utan sammanblandning, utan åtskillnad, utan förvirring och utan förändring. 
De orientaliska ortodoxa benämner sig själva som miafysiter, inte monofysiter som ofta har sagts om dem.